# Eva-Maria Engelen
Eva-Maria Engelen (* 1963) ist eine deutsche Philosophin. Der Schwerpunkt ihrer Tätigkeiten liegt in den Bereichen Erkenntnistheorie, Sprachphilosophie und Geschichte der Philosophie. Sie lehrt an der Universität Konstanz.

## Biografie
Eva-Maria Engelen studierte Philosophie und Geschichte in Mannheim und Konstanz und Rechtswissenschaften in Mannheim und Freiburg. Sie promovierte 1990 in Philosophie mit der Arbeit Zeit, Zahl und Bild. Studien zur Verbindung von Philosophie und Wissenschaft bei Abbo von Fleury. Nach einem Forschungsaufenthalt an den Universitäten Harvard und Yale erfolgte 1996 die Habilitation in Konstanz im Fach Philosophie, wo sie seither lehrt.
Eva-Maria Engelen ist eines der Gründungsmitglieder der Jungen Akademie an der Leopoldina und Berlin-Brandenburgischen Akademie der Wissenschaften. Seit Herbst 2015 ist sie Projekt- und Arbeitsstellenleiterin der Kurt-Gödel-Forschungsstelle an der Berlin-Brandenburgischen Akademie der Wissenschaften, wo Kurt Gödels Philosophische Notizbücher herausgegeben werden. Der erste Band erschien bei De Gruyter 2019.

## Philosophie

### Erkenntnistheorie
Engelen arbeitet in ihren Schriften (u. a. 2007) eine „Logik der Gefühle“ heraus, die sich nicht auf ausschließlich gedankliche Bewertung reduzieren lässt. Konzeptionalisierte Emotionen und Gefühle bilden demnach ein eigenes Evaluationssystem. Jedes Beurteilungssystem, mit dem der Mensch Wissen und Wahrheit definiert, basiert nach Engelens Ansicht somit nicht nur auf rationalen Überzeugungen, sondern auch auf Gefühlen.

### Philosophie des Geistes
Engelens Arbeiten sind deutlich von den Thesen des Neurowissenschaftlers António Damásio beeinflusst. Demnach ist die Erfahrung von Gefühlen und Emotionen ein wesentlicher Bestandteil der Entwicklung und Konstitution des menschlichen Bewusstseins. Ebenso sind Gefühle ein wesentlicher Bestandteil der intentionalen Bezogenheit – ebenfalls eine Voraussetzung für Selbstbewusstsein. Im Rahmen dieser Thesen kritisiert Eva-Maria Engelen die Identifikation neurophysiologischer Grundlagen des Bewusstseins als unzureichend zur Erklärung von Intentionalität (siehe auch Neuronales Korrelat des Bewusstseins).

## Auszeichnungen
- Heinz Maier-Leibnitz-Preis für Arbeiten im Bereich der Wissenschafts- und Bildungsgeschichte (1992)

## Werke
- Vom Leben zur Bedeutung: Philosophische Studien zum Verhältnis von Gefühl, Bewusstsein und Sprache. de Gruyter, Berlin/Boston, MA  2014, ISBN 978-3-11-033331-2.
- Gefühle. (= Reclam Taschenbuch. Nr. 20316: Grundwissen Philosophie). Reclam, Stuttgart 2007, ISBN 978-3-15-020316-3.
- Erkenntnis und Liebe: Zur fundierenden Rolle des Gefühls bei den Leistungen der Vernunft. 2003, ISBN 3-525-30140-5.
- Descartes. 2005, ISBN 3-379-20123-5.
- Das Feststehende bestimmt das Mögliche. Semantische Untersuchungen zu Möglichkeitsurteilen. 1999, ISBN 3-7728-1995-8.
- Zeit, Zahl und Bild: Studien zur Verbindung von Philosophie und Wissenschaft bei Abbo von Fleury. (= Philosophie und Wissenschaft. Band 2). de Gruyter, Berlin u. a. 1993, ISBN 3-11-013849-2. (Dissertation Universität Konstanz 1990, unter dem Titel: Abbo von Fleury)
- Kurt Gödels philosophische Notizbücher als Denkraum und Exerzitium, Deutsche Zeitschrift für Philosophie, Band 67, 2019, S. 251–264